# Igreja de Vilupulli
A Igreja de Vilupulli (castelhano: Iglesia de Vilupulli) é uma igreja católica localizada na localidade de Vilupulli, comuna de Chonchi, no Chile. Forma parte do grupo de 16 igrejas de madeira de Chiloé qualificadas como Monumento Nacional do Chile e reconhecidas como Patrimônio da Humanidade pela Unesco.
Integra a diocese de Ancud e seu santo patrono é Santo Antônio, cuja festa celebra-se em 13 de junho.